# Купцов, Андрей Георгиевич
Андре́й Гео́ргиевич Купцо́в (9 февраля 1950 — 6 октября 2022) — российский писатель, публицист, автор книг об альтернативной истории России и, в основном, на оружейную тематику. Купцов автор множества книг, наиболее известная из которых «Странная история оружия». Критиковал автомат Калашникова.

## Биография
О биографии Андрея Купцова известно лишь с его слов и из некоторых интервью. Подлинность многих фактов из его биографии установить невозможно, либо они заведомо выдуманы непосредственно Купцовым. Утверждал, что происходит из рода Чингизидов и является татарином.
Родился 9 февраля 1950 года в Москве, либо в Долгопрудном, РСФСР. Называл себя «лицом московской национальности». С детства его интересовало «то, что можно назвать „мистика войны“ и „мистика социальной истории“». Детство провёл в Московской области, близ реки Яуза. По собственному утверждению, учился в «художественном ремесленном училище» и Московском станкоинструментальном институте. Получил травму позвоночника и создал свою систему восстановления. 
По собственным словам, преподавал Хатха-йогу и писал статьи по теории карате. Участвовал в диссидентском движении мистического уклона. Считал Юрия Андропова «резидентом Континентального Центра управления», из-за чего, якобы, находился под следствием. На судебный процесс, по словам Купцова, его не пустили, вместо него на скамье подсудимых стоял большой портрет. Якобы являлся казначеем-соучредителем «первой зарегистрированной в СССР независимой религиозной организации»  — так называемого «Общества Православной Церкви». Неоднократно менял профессии и места работы.
В 2001 году выходит его первая книга — «Странная история оружия: С. Г. Симонов — неизвестный гений России, или кто и как разоружил советского солдата» жанра фолк-хистори. С 2011 года вёл канал на YouTube, где выкладывал многочасовые видео о своём виденье российской истории и проводил прямые трансляции.

### Политические взгляды
Называл себя социалистом и коммунистом. Критиковал РПЦ, Владимира Путина (обвинял его в том, что его целью является уничтожить Россию и создать на её месте так называемый «Великий Израиль»), Бориса Немцова (считал его убийство мистификацией), негативно высказывался о Владимире Ленине, Иосифе Сталине и РСДРП. Положительно высказывался о роли Михаила Калинина в истории России. Неоднократно высказывался в антисемитском ключе.
Состоял в незарегистрированной политической партии «Всероссийское Социальное Единство».

### Болезнь и смерть
25 января 2022 года заболел коронавирусом, был госпитализирован 9 февраля, но уже 15 февраля был выписан из больницы. В сентябре был вновь направлен в больницу, где и скончался 6 октября 2022 года в возрасте 72 лет. Смерть была вызвана осложнениями после заболевания коронавирусом.

## Критика и отзывы
Работы Купцова часто подвергаются критике. Так, по мнению Анатолия Вассермана, «Невежество же Андрея Георгиевича и подавно потрясает. <…> Опровергать у Купцова можно едва ли не каждую фразу».
В рецензии на книгу Купцова «Странная история оружия. С. Г. Симонов — неизвестный гений России, или Кто разоружил русского солдата» в журнале «Калашников» отмечается: «Такого нагромождения безграмотности, помноженной на апломб самовлюблённого дилетанта и щедро сдобренной словами и выражениями из уличного лексикона („фуфло“, „на хрена“, „едрёна мать“ и т. п.) встречать ещё не приходилось».

В 2008 году писатель и публицист А. П. Никонов в книге «Бей первым!: главная загадка Второй Мировой» отмечал, что Купцов «ловко разбивает» утверждение Виктора Суворова о том, что Гитлер не готовился к войне против СССР:
«Купцов пишет: «Вопрос к Суворову: Кто знает удобство и тепло германской спортивной одежды или одежды для рыбаков или матросов Северного флота и просто одежду Северной . Германии (зимняя Балтика тоже не радость), тот поймет бред подсчета сроков войны в зависимости от количества тулупов. (...) Если зарезать все поголовье – а на полушубок надо 4–5 шкур, – то подсчитайте сами, на сколько солдат хватит.(...) Кстати, русская армия никогда не могла себе позволить „отулупиться“ полностью. (...)»И далее тот же Купцов справедливо отмечает: «…кому приходилось иметь дело с тулупом, тот знает, что он очень сковывает движения, и если уж куда годится, то только разве в команды сопровождения грузов и постовым».   (...)
 И цифры приведенные говорят сами за себя: за всю войну полушубков было поставлено в Красную Армию на порядок меньше, чем обычных легких телогреек.(...) 
 Правда, тот же Купцов уже на следующей странице соглашается с Суворовым в главном: «Суворов убедительно доказал, что невозможно развернуть государственную военную машину, которую запустили на подготовку к нападению».   
А еще через страницу Купцов сам себе же противоречит: «…всемогущий Гейдрих – глава имперского управления безопасности – считал преступлением гнать раздетых солдат на русский мороз и почти обвинил в государственной измене Мюллера и Генштаб, не обеспечивших армию той самой зимней смазкой».  
Относительно самого Купцова Никонов указал, что «Сразу скажу: автора знаю лично, он человек со странностями. Но в оружии разбирается, и в железной логике ему не откажешь.».
В 2012 году положительно о книге Купцова «Миф о гонении церкви в СССР» отозвался журналист Александр Невзоров в своей интернет-передаче «Уроки атеизма» на YouTube.

## Высказывания Купцова
- «Земля — плоская, представляет собой плоский болид»[15].
- «Причина уничтожения СССР — минералы Луны»[16].
- «Товарищ Адольф Алоизович Гитлер спас город Ленина от германской оккупации»[17].
- «Ситуация в Ленинграде связанная с нехваткой продовольствия в Питере имела место. Но <…> это была циничная и жестокая выборочная пропагандистская акция-камуфляж. Для общемирового оповещения, и убеждении всех в реальности трагедии жителей якобы блокадного города»[18].
- «Власова как реального человека не существовало»[19].
- «Украинцы — древние Враги России»[20].
- «Государственный Комитет Ценообразования и был тем радикальным враждебным принципом против которого и был направлен военный удар армии Германии»[21].
- «Ни Покрышкина, ни Кожедуба, не было. Бой в воздухе был невозможен! <…> И советское и гитлеровское командование совместно договаривались о месте боя![22].
- «Но воспроизведите честно историю любого вопроса — и вы получите, может быть, неприятную, но верную трактовку факта. Вот пример, простой, но доходчивый. Водка, как известно, бывает хорошая или дешевая. Большинство потребителей упорно предпочитает дешевую, поэтому дешевой больше. Вытекает ли из этого, что дешевая водка — лучшая в мире? Нет, не вытекает. Более того, есть еще коньяк...» [23].